# Projecció de Mercator

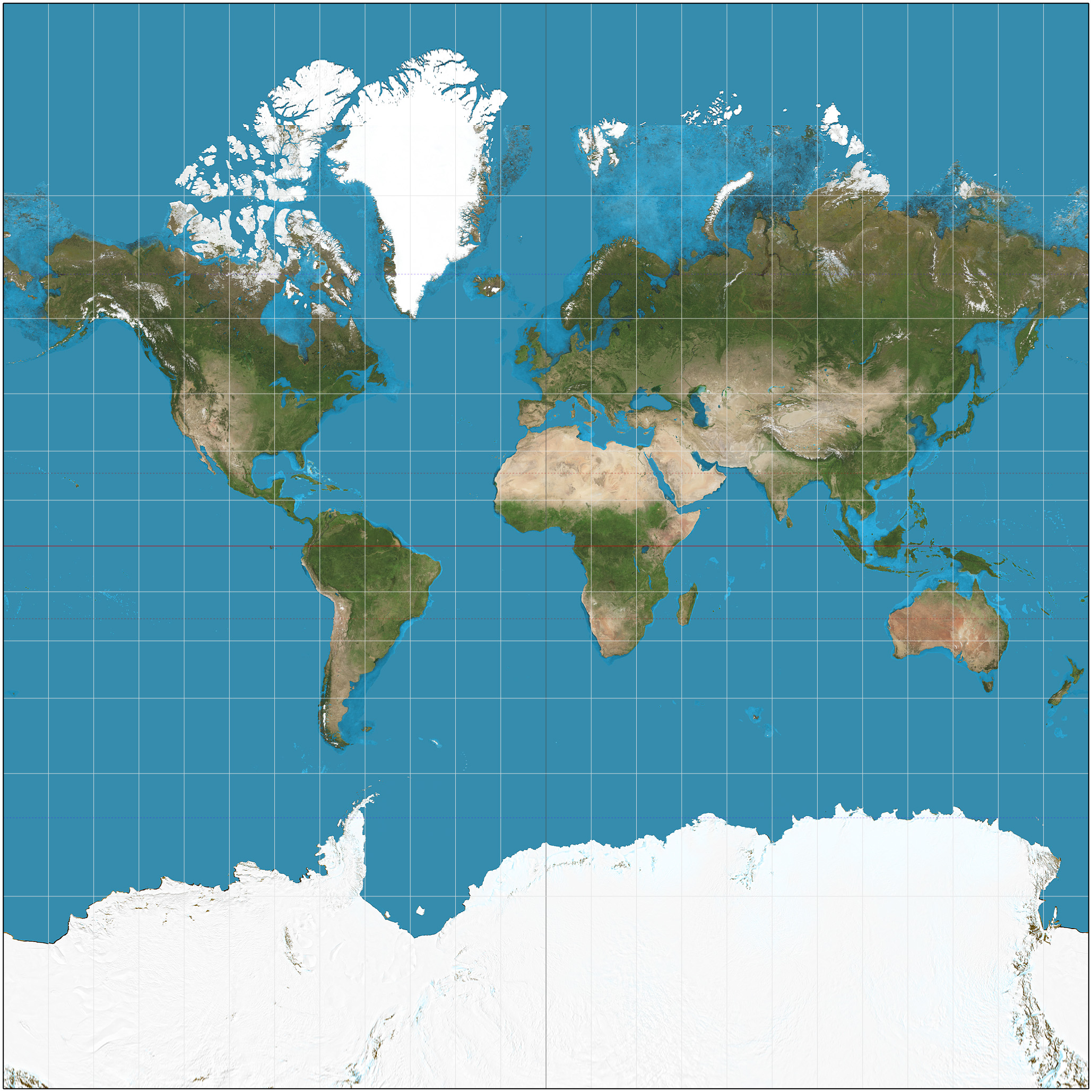
Projecció Mercator del món entre 85° S i 85° N. Cal observar la comparació de la mida de Groenlàndia i Àfrica

La projecció de Mercator és una projecció cartogràfica cilíndrica conforme (manté les formes i els angles localment) però no és equivalent (distorsiona molt les àrees relatives). Fou ideada per Gerardus Mercator el 1569. L'escala és constant al llarg de l'equador però la distorsió creix moltíssim cap a les zones polars.

La projecció Mercator amb la Indicatriu de Tissot.

Aquesta projecció és un artefacte matemàtic, no una representació d'una construcció geomètrica. Amb aquesta projecció no es poden representar les latituds molt altes (en un mapa amb l'equador al llarg del centre del mapa, els pols quedarien a l'infinit).
En aquesta projecció tots els meridians i paral·lels són representats rectes. Els meridians apareixen separats amb una distància constant. Els paral·lels apareixen separats amb una distància creixent com més lluny es troben de l'equador. En aquesta projecció les línies loxodròmiques apareixen representades com a rectes. Aquesta és l'única projecció cartogràfica amb aquesta propietat.

## Història
Existeix certa controvèrsia sobre els orígens del Mercator. El polímata alemany Erhard Etzlaub va gravar "mapes de brúixola" en miniatura (d'uns 10×8 cm) d'Europa i parts d'Àfrica que abastaven les latituds 0°–67° per poder ajustar els seus rellotges de sol portàtils de butxaca. Snyder va afirmar el 1987 que la projecció d'aquests mapes, que daten de 1511, era la mateixa que la de Mercator. No obstant això, donada la geometria d'un rellotge de sol, és molt possible que aquests mapes es basessin en una projecció cilíndrica central similar, un cas límit de la projecció gnomònica, que és la base d'un rellotge de sol. El 1994, Snyder canvia la seva valoració per la de "una projecció semblant".

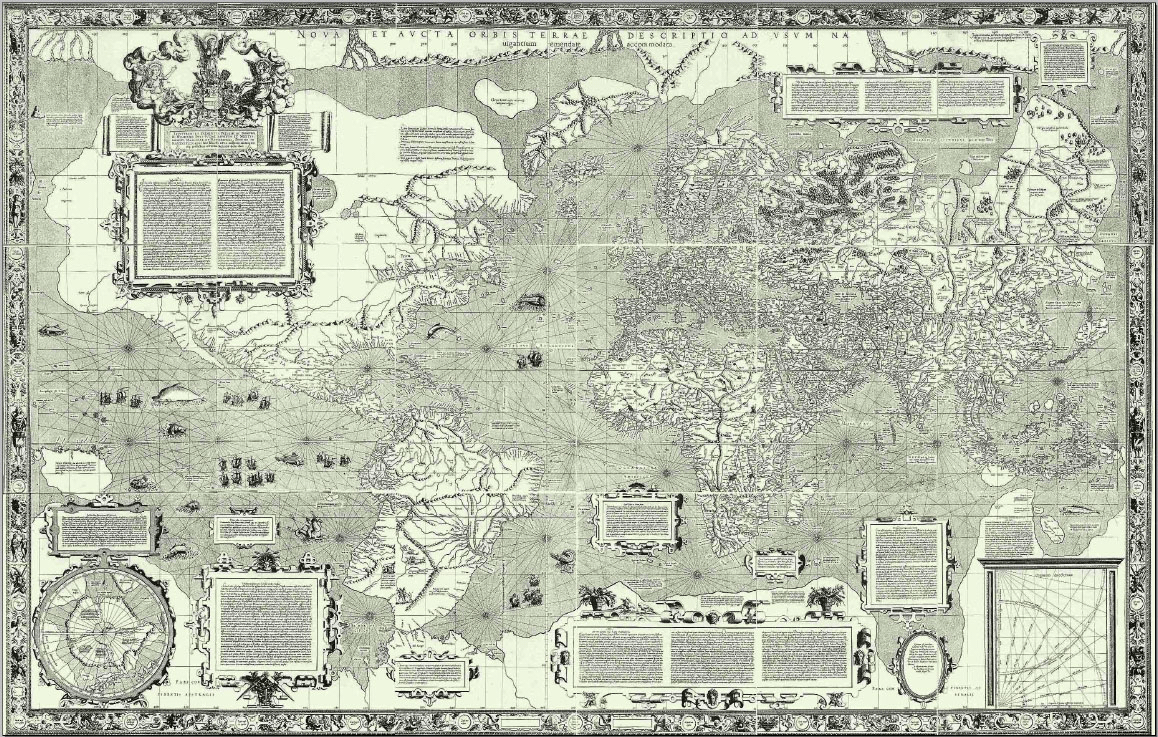
Mapa mundi de Mercator de 1569 (Nova et Aucta Orbis Terrae Descriptio ad usum Navigantium Emendate Accommodata) que mostra les latituds 66° S a 80° N.

Joseph Needham, historiador de la Xina, va escriure que els xinesos van desenvolupar la projecció Mercator centenars d'anys abans que Mercator, utilitzant-la en les cartes estel·lars durant la dinastia Song. La projecció en ús era la projecció equirectangular.
El matemàtic i cosmògraf portuguès Pedro Nunes va descriure per primera vegada el principi matemàtic de loxodromia i el seu ús en la navegació marítima. En 1537, va proposar construir un atles nàutic compost per diversos fulls a gran escala en la projecció cilíndrica equidistant com a forma de minimitzar la distorsió de les direccions. Si aquestes làmines es posaven en la mateixa escala i s'ensamblaven, s'aproximarien a la projecció de Mercator.
En 1569, Gerhard Kremer, conegut pel seu nom comercial Gerardus Mercator, va anunciar una nova projecció en publicar un gran planisferi celeste que mesurava 202 per 124 cm i estava imprès en divuit fulls separats. Mercator va titular el mapa Nova et Aucta Orbis Terrae Descriptio ad Usum Navigantium Emendata: "Una nova i augmentada descripció de la Terra corregida per l'ús dels navegants". Aquest títol, juntament amb una elaborada explicació sobre l'ús de la projecció que apareix com una secció de text al mapa, mostra que Mercator entenia exactament el que havia aconseguit i que pretenia que la projecció ajudés a la navegació. Mercator mai va explicar el mètode de construcció ni com va arribar a ell. Al llarg dels anys s'han considerat diverses hipòtesis, però en qualsevol cas, l'amistat de Mercator amb Pedro Nunes i el seu accés a les taules loxodròmiques creades per Nunes probablement van contribuir als seus esforços.
El matemàtic anglès Edward Wright va publicar les primeres taules necessàries per construir la projecció el 1599 i, amb més detall, en 1610, titulant el seu tractat "Certaine Errors in Navigation". La primera formulació matemàtica va ser publicada cap a l'any 1645 per un matemàtic anomenat Henry Bond (c. 1600-1678). No obstant, les matemàtiques implicades van ser desenvolupades però mai publicades pel matemàtic Thomas Harriot al voltant de 1589.
El desenvolupament de la projecció Mercator va representar un gran avanç en la cartografia nàutica de segle xvi. No obstant, es va avançar molt al seu temps, ja que les antigues tècniques de navegació i topografia no eren compatibles amb el seu ús en la navegació. Dos problemes principals van impedir la seva aplicació immediata: la impossibilitat de determinar la longitud al mar amb la precisió adequada i el fet que en la navegació s'utilitzessin declinacions magnètiques, en lloc d'adreces geogràfiques. Només a mitjans el segle xviii, després de la invenció del cronòmetre nàutic i el coneixement de la distribució espacial de la declinació magnètica, la projecció de Mercator va poder ser plenament adoptada pels navegants.
Malgrat aquestes limitacions en la determinació de la posició, la projecció de Mercator pot trobar-se en molts mapes del món en els segles posteriors a la primera publicació de Mercator. No obstant, no va ser la més utilitzada en els mapes del món fins al segle xix, quan el problema de la determinació de la posició s'havia resolt en gran manera. Una cop que Mercator es va convertir en la projecció habitual per als mapes comercials i educatius, va ser objecte de crítiques persistents per part dels cartògrafs per la seva representació desequilibrada de les masses terrestres i la seva incapacitat per mostrar de forma útil les regions polars.
Les crítiques rebudes per l'ús inadequat de la projecció Mercator van donar lloc a una allau de nous invents a finals del segle XIX i principis del XX, sovint presentats directament com alternatives a Mercator. A causa d'aquestes pressions, els editors van reduir gradualment l'ús de la projecció al llarg del segle xx. Malgrat això, l'arribada de la cartografia a les webs va suposar un brusc ressorgiment de la projecció en forma de la Projecció Web Mercator.
Avui en dia, el Mercator es pot trobar a les nàutiques, en els mapes del món ocasionals i en els serveis de cartografia online, però els atles comercials l'han abandonat en gran manera, i els mapes murals del món es poden trobar en moltes projeccions alternatives. Google Maps, que es va basar en ella des de 2005, encara la fa servir per als mapes d'àrees locals, però va abandonar la projecció de les plataformes d'escriptori el 2017 per als mapes que s'allunyen de les àrees locals. Molts altres serveis de cartografia en línia segueixen utilitzant exclusivament el web Mercator.

## Propietats
Com en totes les projeccions cilíndriques, els paral·lels i meridians a la Mercator són rectes i perpendiculars entre si. Per això, és inevitable que l'estirament est-oest de mapa, que augmenta a mesura que s'allunya de l'equador, vagi acompanyat en la projecció Mercator del corresponent estirament nord-sud, de manera que en cada punt l'escala est-oest és la mateixa que l'escala nord-sud, el que la converteix en una projecció cartogràfica conforme. Les projeccions conformes conserven els angles en totes les localitzacions.
Com l'escala lineal d'un mapa Mercator augmenta amb la latitud, distorsiona la mida dels objectes geogràfics allunyats de l'equador i transmet una percepció deformada de la geometria global del planeta. En latituds superiors als 70° nord o sud, la projecció Mercator és pràcticament inutilitzable, perquè l'escala lineal es fa infinitament gran en els pols. Per tant, un mapa Mercator mai pot mostrar completament les zones polars (sempre que la projecció es basi en un cilindre centrat en l'eix de rotació de la Terra).
La projecció de Mercator converteix totes les línies amb rumb constant (rumbs, coneguts matemàticament com loxodròmics, que formen angles constants amb els meridians) en línies rectes. Aquestes dues propietats, la conformitat i les línies de navegació rectes, fan que aquesta projecció sigui especialment adequada per a la navegació marítima: els rumbs i les orientacions es mesuren amb roses de vent o transportadors, i les adreces corresponents es transfereixen fàcilment d'un punt a un altre, al mapa, amb l'ajuda d'uns regles paral·lels (per exemple).

## Distorsió de les dimensions

Proporcions de mida aparent i mida real (animat)

Com en totes les projeccions cartogràfiques, les formes o mides són distorsions de l'autèntic traçat de la superfície terrestre.
La projecció Mercator exagera les zones allunyades de l'equador.

### Exemples de distorsions
- L'Antàrtida sembla ser extremadament gran. Si es cartografiés tot el globus, l'Antàrtida s'agrandiria infinitament. En realitat, és el segon continent més petit, sent amb prou feines més petit que Rússia.
- L'illa d'Ellesmere, al nord de l'arxipèlag àrtic Canadenc, sembla més o menys de la mateixa mida que Austràlia, tot i que aquesta és més de 39 vegades la seva mida. Totes les illes de l'arxipèlag àrtic del Canadà semblen almenys 4 vegades més grans, i les més septentrionals encara més.
- Groenlàndia sembla tenir la mateixa mida que l'Àfrica, quan en realitat la seva superfície és 14 vegades més gran.
  - La superfície real de Groenlàndia és comparable a la de la República Democràtica del Congo.
  - Àfrica sembla tenir aproximadament la mateixa mida que Sud-amèrica, quan en realitat l'Àfrica és una vegada i mitja més gran.
- Svalbard sembla ser més gran que Borneo, quan en realitat Borneo és unes 12 vegades més gran que Svalbard.
- Alaska sembla tenir la mateixa mida que Austràlia, encara que en realitat Austràlia és 4½ vegades més gran.
  - A més, Alaska ocupa tanta superfície al mapa com Brasil, mentre que la superfície del Brasil és gairebé 5 vegades la d'Alaska.
- Madagascar i Gran Bretanya semblen de la mateixa mida, mentre que Madagascar és en realitat més del doble de gran que la més gran de les Illes Britàniques.
  - Suècia sembla molt més gran que Madagascar. En realitat tenen una mida similar.
- Rússia apareix més gran que tota l'Àfrica o Amèrica del Nord (sense les seves illes). També sembla el doble de gran que la Xina i els Estats Units contigus junts, quan, en realitat, la suma és de grandària comparable.
  - L'eixamplament septentrional també distorsiona molt la forma de Rússia, fent-la semblar molt més alta de nord a sud i estirant molt les seves regions àrtiques en comparació amb les seves latituds mitjanes.

### Crítiques
Degut a les grans distorsions de la superfície terrestre, alguns consideren que la projecció no és adequada per als mapes mundials generals. Per això, el mateix Mercator va utilitzar la projecció sinusoidal d'igual superfície per mostrar les àrees relatives. No obstant això, malgrat aquestes distorsions, la projecció de Mercator va ser, especialment a finals de segle xix i principis al XX, potser la projecció més utilitzada en els mapes del món, tot i ser molt criticada per aquest ús.
A causa del seu ús molt comú, la projecció Mercator ha influït en la visió del món de la gent, i donat que mostra els països propers a l'Equador com massa petits en comparació amb els d'Europa i Amèrica de Nord, suposadament fa que la gent consideri aquests països com menys importants. Com a resultat d'aquestes crítiques, els atles moderns ja no utilitzen la projecció Mercator per als mapes del món o per a les àrees distants de l'equador, preferint altres projeccions cilíndriques, o formes de projecció d'àrea igual. Malgrat això, la projecció Mercator se segueix utilitzant habitualment per a les zones properes a l'equador, on la distorsió és mínima. També és freqüent trobar-la en els mapes de zones horàries.
Arno Peters va generar una gran controvèrsia el 1972, quan va proposar el que ara s'anomena habitualment la projecció Gall-Peters o projecció de Peters per posar remei als problemes de la Mercator, afirmant que era un treball propi i original sense fer referència a treballs anteriors de cartògrafs com el de Gall de 1855. La projecció que va promoure és una parametrització específica de la projecció cilíndrica d'àrees iguals. En resposta, una resolució de 1989 de set grups geogràfics nord-americans va desestimar l'ús de projeccions cilíndriques per als mapes mundials d'ús general, el que inclouria tant la Mercator com la Gall-Peters.